# Aphytoceros
Aphytoceros là một chi bướm đêm thuộc họ Crambidae.

## Các loài
- Aphytoceros hollandiae Munroe, 1968
- Aphytoceros lucusalis (Walker, 1859)
- Aphytoceros subflavalis Swinhoe, 1917